# 信长星
信长星（1963年12月—），男，汉族，山东惠民人，中华人民共和国政治人物。曲阜师范学院政治系毕业，华中师范大学经济学硕士。是第十九届中央候补委员、第二十届中央委员，现任中共江苏省委书记。

## 生平

### 教育经历
1979年考入曲阜师范学院（今曲阜师范大学）政治系政治教育专业，1983年毕业。之后入读华中师范大学政治系政治经济学，1986年6月加入中国共产党，1986年7月获硕士学位。同月参加工作。

### 劳动部
毕业后，被分配到原劳工部下属劳动科学研究所工作。此后一直在国务院劳动人事部门任职，历任劳动部劳动科学研究所、助理研究员，工资研究室副主任、综合研究室副主任，劳动部政策法规司副处长、处长、副司长。期间挂职太原钢铁公司劳资处副处长。
1998年7月，任劳动和社会保障部办公厅副主任，培训就业司副司长、司长，办公厅主任，劳动和社会保障部规划财务司长、办公厅主任。期间曾挂职中共西安市委常委、副市长。2007年3月至2008年1月，在中央党校一年制中青年干部培训班学习。

### 公务员局
2008年7月，任国家公务员局副局长、党组成员。2010年9月，升任人力资源和社会保障部副部长、党组成员。2014年9月5日，兼任国家公务员局局长、党组书记。

### 安徽省
2016年10月13日，任中共安徽省委副书记。2017年10月，在中国共产党第十九次全国代表大会上当选中国共产党第十九届中央委员会候补委员。2018年2月，当选为第十三届全国人大代表。

### 青海省
2020年7月31日，信长星任中共青海省委副书记、省政府党组书记，提名为省长候选人。2020年8月1日，信长星被任命为青海省人民政府副省长、代省长。2020年8月26日，信长星被正式补选为省长。
2022年3月29日，接替王建军出任中共青海省委书记。2022年3月31日，辞去青海省人民政府省长职务。2022年5月28日，被选举为青海省人大常委会主任。

### 江苏省
2023年1月3日，转任中共江苏省委书记。2023年1月19日，当选江苏省人民代表大会常务委员会主任。
2023年3月28日，信长星在南京会见中国国民党前主席馬英九，马英九此访为1949年台湾海峡两岸分治以后卸任中華民國總統首次访问中国大陆。

## 著作
- 《就业·失业》1992 中国人民大学出版社
- 《中国劳动和社会保障年鉴》主编，2003、2006、2007、2008